# 尼古拉一世 (蒙特內哥羅)

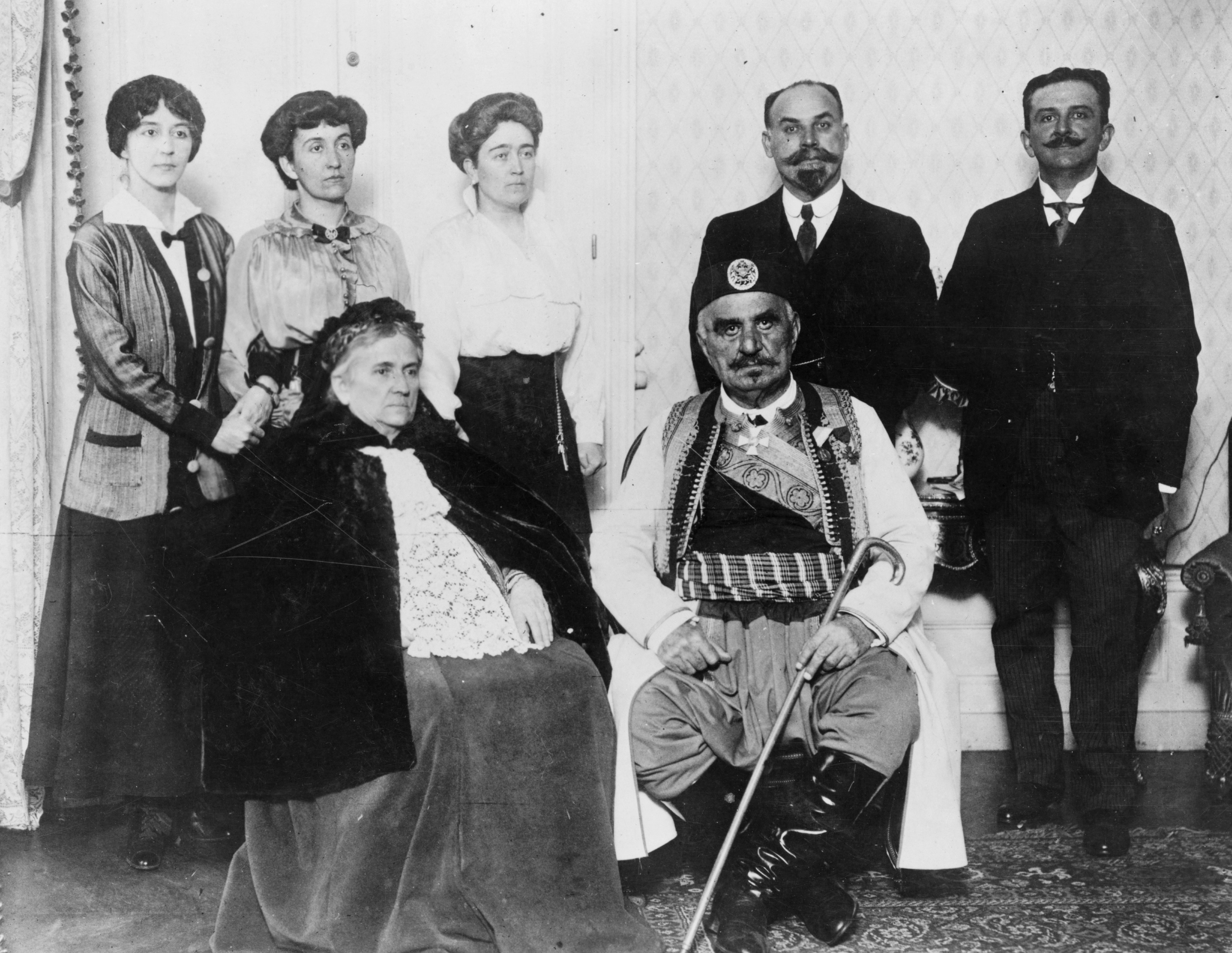
流亡期間的尼古拉一世

尼古拉一世（1841年—1921年），是蒙特內哥羅親王（1860年至1910年在位），1910年成為蒙特內哥羅王國的第一任（也是唯一一任）國王。
第一次世界大戰期間蒙特內哥羅王國加入了協約國以協助盟友塞爾維亞王国，隨即被奧匈帝國侵略。1916年，蒙特內哥羅被奧匈帝國完全佔領。尼古拉一世逃亡至義大利、法國。1918年，塞爾維亞等協約國的軍隊解放蒙特內哥羅。一戰結束後，在塞爾維亞的主導之下，斯洛維尼亞、克羅埃西亞聯合組成了第一個由南斯拉夫族群聯合的國家。同時，塞爾維亞控制下的蒙特內哥羅也召開會議，廢除尼古拉一世的王位、禁止尼古拉回國。1918年11月28日，蒙特內哥羅王国加入塞爾維亞王国。三天后加入新成立的塞尔维亚人、克罗地亚人和斯洛文尼亚人王国。尼古拉一世終身拒絕承認，自認國王。死於法國。